# Juliusz Kleeberg
 (septembre 2019).
Si vous disposez d'ouvrages ou d'articles de référence ou si vous connaissez des sites web de qualité traitant du thème abordé ici, merci de compléter l'article en donnant les références utiles à sa vérifiabilité et en les liant à la section « Notes et références ».
Juliusz Kleeberg, né le 30 mars 1890 à Trembowla (actuellement en Ukraine), mort le 4 juillet 1970 à Sydney en Australie, frère de Franciszek Kleeberg est un diplomate et général polonais. En 1939, le général Kleeberg fut l'attaché militaire à l'ambassade de Pologne à Paris et à ce titre, après l'armistice de 1940, il participa aux commissions de démobilisation des militaires polonais par les autorités françaises. Le général Kleeberg fut le chef de tous les militaires polonais internés dans les GTE de la zone Sud (Groupement de travailleurs étrangers) auprès du gouvernement polonais exilé à Londres.

## Biographie
Après la compagne de Pologne, Kleeberg a réussi à passer en France où de novembre 1939 jusqu'à juin 1940 il servait en tant qu'attaché militaire et où s'est reconstruite une armée polonaise pour continuer le combat contre l'Allemagne nazie aux côtés de ses alliés français. 
Après la défaite de la France, il restait environ 15 000 soldats Polonais qui n'avaient pas réussi à gagner la Grande-Bretagne. Ils se concentraient en zone libre, profitant de l'assistance des autorités militaires françaises. L'ambassade et les consulats polonais rentrèrent de Lisbonne où ils avaient été évacués auparavant, et s'occupèrent d'eux. En vertu d'un accord tacite entre l'ambassade polonaise, dirigée par Stanisław Zabiełło, l'attaché militaire le général Juliusz Kleeberg et les autorités de Vichy, les soldats polonais qui n'étaient pas rentrés dans leurs foyers, furent intégrés dans des compagnies de travail (Groupement de travailleurs étrangers) où ils se trouvèrent sous commandement polonais. Il y avait environ 20 compagnies de ce genre et le nombre des soldats passa de 8.000 à 5.000 environ. 
Outre l'activité d'abord semi-légale qui consistait à fournir de l'aide matérielle aux soldats et aux réfugiés civils, les consulats polonais devinrent bientôt des centres de conspiration et de renseignements. Le général Kleeberg fut nommé chef des "Forces Armées Polonaises en France" par le ministre-président, le général Władysław Sikorski, et c'est à lui justement qu'étaient subordonnées les compagnies de travail.
L'organisation, sous les ordres du général Kleeberg, s'occupait des renseignements et dirigeait l'évacuation clandestine vers la Grande-Bretagne, par mer ou par les Pyrénées, l'Espagne et le Portugal. Dans les compagnies de travail, l'instruction militaire se faisait sous la direction du colonel diplômé, Józef Jaklicz, nommé remplaçant du général J. Kleeberg. 
A la suite de l'intervention allemande, l'ambassade polonaise à Vichy fut officiellement liquidée en octobre 1940, mais elle continua à fonctionner sous le manteau de la Direction des Bureaux Polonais. Les "Forces Armées Polonaises en France" profitaient de l'assistance de l'administration militaire française sous forme de l'Organe de Liquidation de l'Armée Polonaise en France, l'OLAP, dirigé par le capitaine T. Hospitalier. 
En 1942, le général Kleeberg avait noué des contacts étroits avec le général Giraud. On conclut un accord prévoyant l'emploi d'un corps de troupes polonaises en cas de débarquement des forces alliées dans le sud de la France.
Tout s'effondra avec l'occupation de la Zone libre en novembre 1942. On ordonna une évacuation en masse des soldats polonais par les Pyrénées, mais elle ne réussit que partiellement. Le général Kleeberg dut abandonner la France, activement recherché par la Gestapo qui avait arrêté Stanisław Zabiełło. Beaucoup de Polonais furent internés en Espagne dans le fameux camp Miranda del Ebro. Néanmoins les "Forces Armées Polonaises en France" continuaient d'exister et le colonel Jaklicz devint leur commandant en chef.
En 1943, le général Kleeberg s'est évacué en Italie où de janvier à décembre 1944, il fut représentant du gouvernement polonais en exil dirigé, après la mort tragique du général Sikorski en 1943, par Stanisław Mikołajczyk. 
Après la démobilisation, il s'établit en Australie où il trouva la mort dans un accident de voiture le 4 juillet 1970.